# Siemens-Schuckert

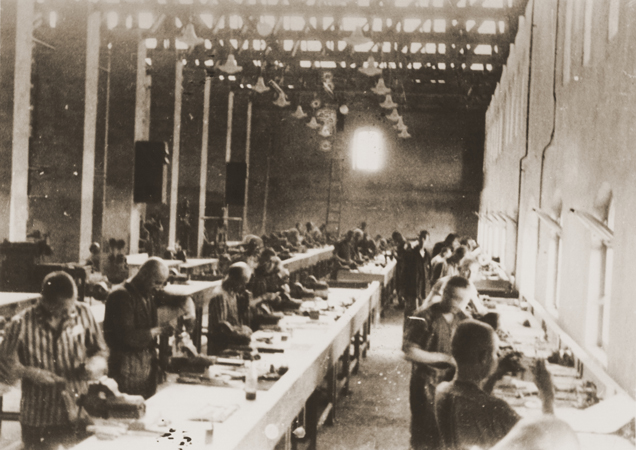
Những tù nhân đang chế tạo các bộ phận máy bay tại nhà máy Siemens-Schuckert ở Bobrek.

Siemens-Schuckert (hay Siemens-Schuckertwerke) là một công ty kỹ thuật điện tử của Đức, trụ sở đặt tại Berlin, Erlangen và Nuremberg. Công ty này sáp nhập vào Siemens AG năm 1966.

## Sản phẩm

### Máy bay
- Siemens-Schuckert D.I
- Siemens-Schuckert D.II
- Siemens-Schuckert D.III
- Siemens-Schuckert D.IV
- Siemens-Schuckert D.VI
- Siemens-Schuckert Dr.II
- Siemens-Schuckert DDr.I
- Siemens-Schuckert E.I
- Siemens-Schuckert R.I
- Siemens-Schuckert R.II
- Siemens-Schuckert R.III
- Siemens-Schuckert R.IV
- Siemens-Schuckert R.V
- Siemens-Schuckert R.VI
- Siemens-Schuckert R.VII
- Siemens-Schuckert R.VIII

### Động cơ
- Siemens-Halske Sh.I
- Siemens-Halske Sh.II
- Siemens-Halske Sh.III
- Siemens-Halske Sh 4
- Siemens-Halske Sh 5
- Siemens-Halske Sh 6
- Siemens-Halske Sh 11
- Siemens-Halske Sh 12
- Siemens-Halske Sh 13
- Siemens-Halske Sh 14
- Siemens-Halske Sh 15
- Siemens-Bramo Sh 20
- Siemens-Bramo Sh 21
- Siemens Bramo SAM 22B
- Siemens Bramo 314
- Siemens Bramo 322
- Siemens Bramo 323 Fafnir
- Siemens Bramo 109-003